# Manchester (Washington)
Manchester is een plaats (census-designated place) in de Amerikaanse staat Washington, en valt bestuurlijk gezien onder Kitsap County.

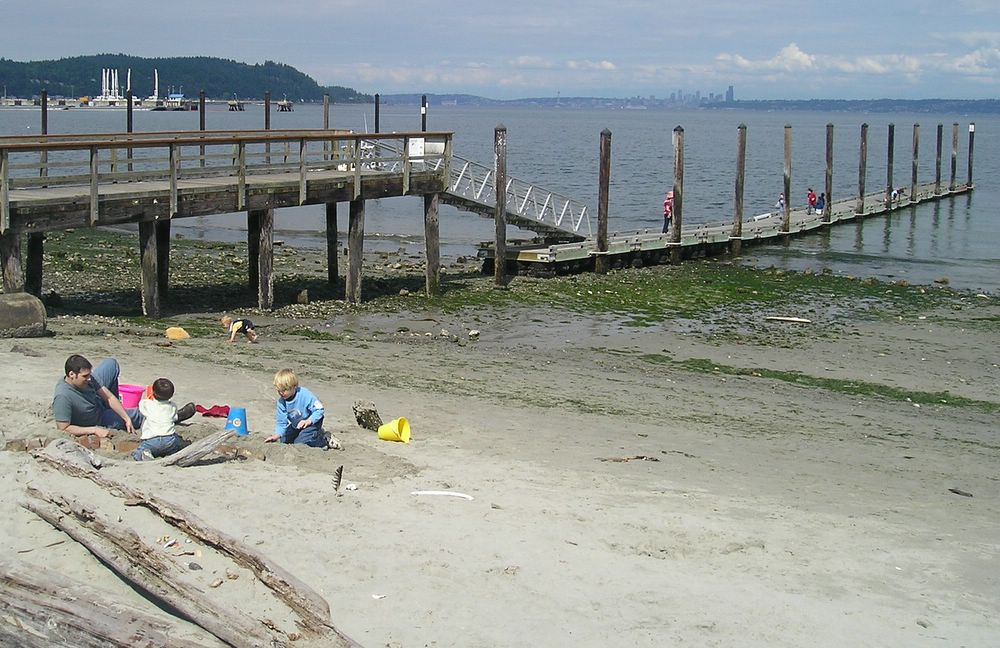
Waterkant

## Demografie
Bij de volkstelling in 2000 werd het aantal inwoners vastgesteld op 4958.

## Geografie
Volgens het United States Census Bureau beslaat de plaats een oppervlakte van
15,5 km², waarvan 7,6 km² land en 7,9 km² water.

## Plaatsen in de nabije omgeving
De onderstaande figuur toont nabijgelegen plaatsen in een straal van 12 km rond Manchester.